# Passalozetes hispanicus
Passalozetes hispanicus är en kvalsterart som beskrevs av Mihelcic 1955. Passalozetes hispanicus ingår i släktet Passalozetes och familjen Passalozetidae. Inga underarter finns listade i Catalogue of Life.